# Ranunculus sulphureus
Ranunculus sulphureus là một loài thực vật có hoa trong họ Mao lương. Loài này được Sol. miêu tả khoa học đầu tiên năm 1774.

## Hình ảnh

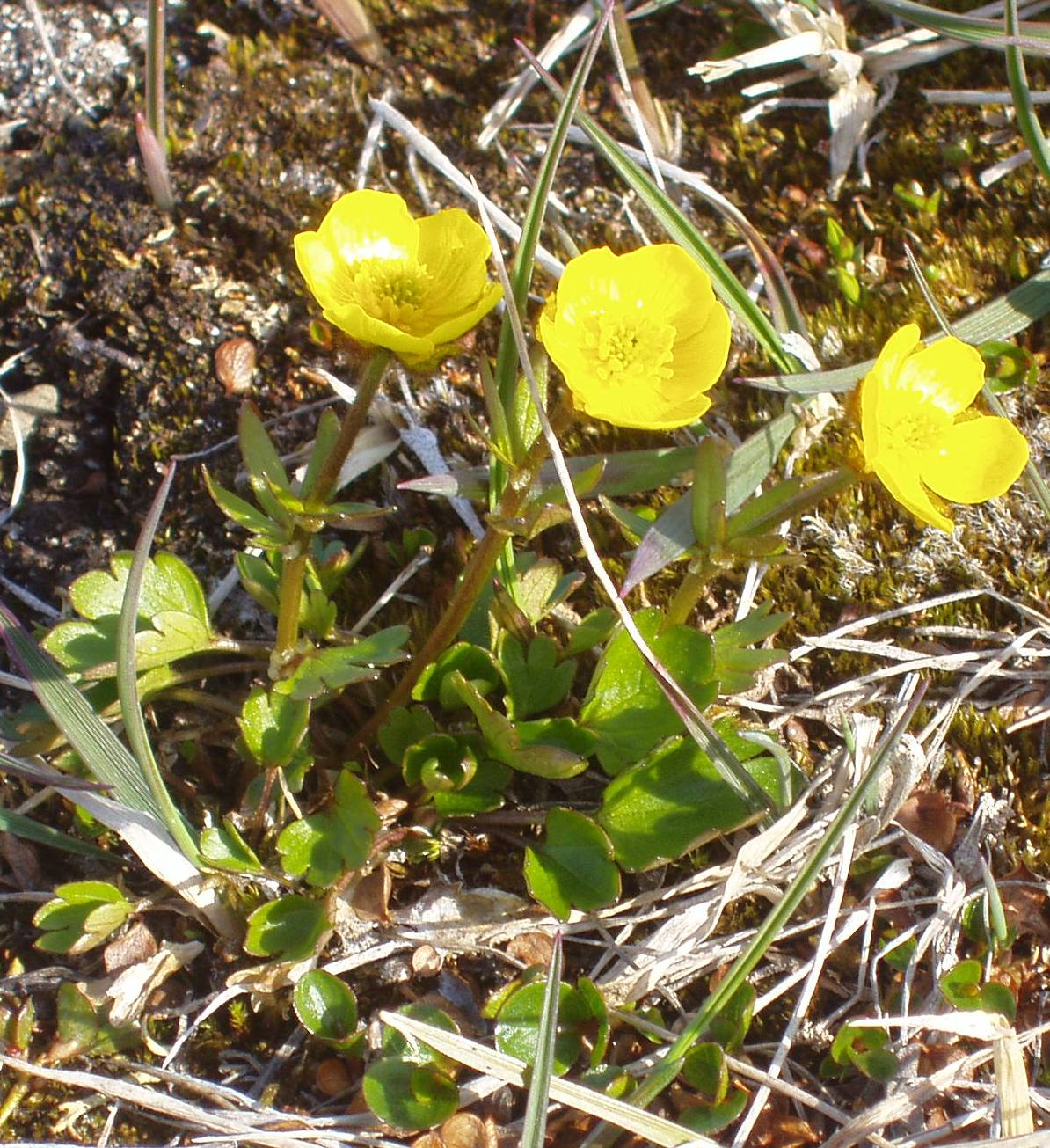